# Placosternus erythropus
Placosternus erythropus är en skalbaggsart som först beskrevs av Louis Alexandre Auguste Chevrolat 1835.  Placosternus erythropus ingår i släktet Placosternus och familjen långhorningar.
Artens utbredningsområde är:
- Guatemala.
- Honduras.

Inga underarter finns listade i Catalogue of Life.